# Вышны-Кручов
Вышны-Кручов (словац. Vyšný Kručov) — село, община в округе Бардеёв, Прешовский край, Словакия. Расположен в северо-восточной части Словакии, в южной части Низких Бескид в долине реки Топля.
Впервые упоминается в 1391 году.

## Населення
| Год:                | 1994 | 2004    | 2014 | 2024    |
| ------------------- | ---- | ------- | ---- | ------- |
| Количество человек: | 153  | 151     | 151  | 150     |
| Разница:            |      | −1,30 % | +0 % | −0,66 % |

В селе проживало 150 человек.
Национальный состав населения (по данным последней переписи населения — 2001 год):
- словаки — 100 %

Состав населения по принадлежности к религии состоянию на 2001 год:
- протестанты — 56,21 %
- римо-католики — 43,14 %
- греко-католики — 0,65 %